# Milgranet
Milgranet ist eine Rotweinsorte, die nur in der Gegend von Toulouse (östlich von Montauban) in der Weinbauregion Sud-Ouest im Süden Frankreichs angebaut wird. Sie erbringt einen kräftigen und farbstarken Rotwein und kommt in den Vin Delimité de Qualité Supérieur (VDQS) Weinen der Vins de Lavilledieu zum Einsatz.
Es gibt auch eine weiße Varietät gleichen Namens.
Siehe auch den Artikel Weinbau in Frankreich sowie die Liste von Rebsorten.

## Synonyme
Migranet ist auch unter dem Namen Petite Mérille bekannt. Trotz dieses Namens ist sie nicht mit der Rebsorte Mérille verwandt. Ein weiteres Synonym lautet Périgord Noir.

## Ampelographische Sortenmerkmale
In der Ampelographie wird der Habitus folgendermaßen beschrieben:
- Die Triebspitze ist offen. Sie ist weißwollig behaart und karminrot gefärbt. Die grünen Jungblätter sind leicht wollig behaart und bronzefarben gefleckt (Anthocyanflecken).
- Die mittelgroßen Blätter sind fünflappig und tief gebuchtet (siehe auch den Artikel Blattform). Die Stielbucht ist V-förmig offen. Der Blattrand ist stumpf gezahnt. Die Zahne sind eng gesetzt. Die Blattoberfläche (auch Blattspreite genannt) ist leicht blasig.
- Die kegel- bis walzenförmige Traube ist klein bis mittelgroß, geschultert und dichtbeerig. Die rundlichen Beeren sind mittelgroß und von schwarz-blauer Farbe.

Milgranet treibt spät aus und entgeht damit häufig späten Frühjahrsfrösten. Die Rebsorte reift fast 20 Tage nach dem Gutedel. Sie gilt somit als noch früh reifend. Migranet ist eine Varietät der Edlen Weinrebe (Vitis vinifera). Sie ist empfindlich gegen den Echten Mehltau und verträgt nur sehr schlecht die Hitze im Küstenbereich des Mittelmeers.